# Dorthe
Dorthe eller Dorte er et dansk pigenavn, der kommer af Dorothea der på græsk betyder "Guds gave".
En sjælden variant er Dorde. I 2019 bar i alt 26.885 danskere et af disse navne. Navnet anvendes desuden i sammensætninger, især efter Anne, med og uden bindestreg: Anne Dorthe, Anne-Dorthe eller Annedorthe.

## Kendte personer med navnet
- Dorte Bennedsen, dansk politiker og tidligere minister
- Dorthe Dahl-Jensen, dansk geofysiker og glaciolog
- Dorte O. Jensen, dansk sejler
- Dorte Karrebæk, dansk forfatter og illustrator
- Dorte Bæk Klein, dansk atletikudøver
- Dorthe Kollo, dansk sanger
- Dorte Mandrup, dansk arkitekt
- Anne Dorte Michelsen, dansk sanger og sangskriver
- Dorthe Nors, dansk forfatter
- Dorthe Emilie Røssell, dansk forfatter og medlem af Modstandsbevægelsen
- Anne Dorthe Tanderup, dansk håndboldspiller
- Dorte Toft, dansk journalist

## Navnet anvendt i fiktion
- Dorte, dansk film fra 1951 instrueret af Jon Iversen med Ilselil Larsen i titelrollen.